# 貝祖赫利亞基
49°49′17″N 29°57′56″E / 49.82139°N 29.96556°E
貝祖赫利亞基（烏克蘭語：Безугляки）是位於烏克蘭北部的村莊，由基辅州白采爾克瓦區的富爾西市鎮負責管轄。該村面積1.11平方公里，海拔高度162米，2001年人口431，人口密度每平方公里388.3人。